# Postia manuka
Postia manuka är en svampart som först beskrevs av Gordon Herriot Cunningham, och fick sitt nu gällande namn av P.K. Buchanan & Ryvarden 2000. Postia manuka ingår i släktet Postia och familjen Fomitopsidaceae.   Inga underarter finns listade i Catalogue of Life.